# Black Brothers
Black Brothers – zachodniopapuaski zespół popowy z Jayapury. Ich twórczość zawierała wpływy reggae i elementy polityczne inspirowane ruchem Black Power. Grupa została założona w 1974 roku i niedługo potem zyskała popularność na krajowej scenie muzycznej; od końca lat 70. XX w. Black Brothers występowali w krajach Oceanii.
W pierwotnym składzie Black Brothers znaleźli się: Hengky Mirontoneng Sumanti (wokal, gitara prowadząca), Yochie Pattipeiluhu (klawisze), Benny Bethay (gitara basowa), Stevie Mambor (perkusja), David Rumagesang (Dullah Yunus) (saksofon) i Amry/Amri M. Kahar (trąbka, saksofon). Część członków zespołu (Hengky M.S, Yochie Pattipeiluhu, Amry M. Kahar) pochodziła z Celebesu lub Moluków. Z czasem do grupy dołączyli Agust Rumaropen (gitara) i Sandi Bethay (wokal). Menadżerem Black Brothers był Andy Ayamiseba, przedsiębiorca pochodzenia chińsko-papuaskiego. Niektórzy muzycy zespołu związali się później z Black Sweet.
Swoje utwory wykonywali przede wszystkim w języku indonezyjskim i tok pisin, choć tworzyli także w językach regionalnych. W ich repertuarze znalazły się utwory w autochtonicznych językach Papui Zachodniej (m.in. kalabra i ambai) oraz w języku ternate z północnych Moluków.
Debiutowali w 1976 roku albumem Irian Jaya 1. Pierwsze albumy Black Brothers w Indonezji sprzedawały się w nakładzie przekraczającym milion egzemplarzy, osiągając status złotych płyt. Występowali w Dżakarcie, Bandungu, Surabai, Medanie, Ujungpandang i Manado. W 1979 roku grupa wyemigrowała do Vanuatu, w akcie protestu przeciwko polityce państwa indonezyjskiego w Papui Zachodniej. Później wyjechali do Papui-Nowej Gwinei. Ostatecznie osiedli się w Holandii. W latach 80. XX wieku Black Brothers byli najpopularniejszą grupą muzyczną na Nowej Gwinei. Wpływy reggae tej grupy rzutowały na twórczość innych formacji muzycznych w Papui-Nowej Gwinei. Ponadto ich działalność miała przyczynić się do zwiększenia świadomości społecznej na temat sytuacji politycznej w indonezyjskiej części wyspy. Ze względu na teksty utworów poruszające tematy wolności i sprawiedliwości zespół miał doświadczać nacisków politycznych ze strony reżimu Nowego Ładu w Indonezji.
Wśród przebojów Black Brothers są m.in. utwory: „Apuse”, „Permata Hatiku”, „Hari Kiamat”, „Terjalin Kembali”, „Keroncong Kenangan”, „Derita Tiada Akhir”, „Lonceng Kematian”, „Anita”, „Wan Pela Meri”. 
W Nowej Kaledonii funkcjonowała formacja o tej samej nazwie (Black Brothers), powiązana z ruchem niepodległościowym Kanaków.